# 塞罗拉古
塞罗拉古是巴西南大河州的一个市镇。总面积177.674平方公里，总人口12487人，人口密度70.3人/平方公里。